# Diff'rent Strokes
Diff'rent Strokes var ett amerikanskt TV-program som sändes mellan 1978 och 1986. Serien handlar om två afroamerikanska pojkar som blivit adopterade till en rik familj. Det var i denna serie Gary Coleman och Todd Bridges blev kända.

## Rollista i urval
- Conrad Bain som Philip Drummond
- Gary Coleman som Arnold Jackson
- Todd Bridges som Willis Jackson
- Dana Plato som Kimberly Drummond